# روح‌آباد (مشهد)
روح‌آباد (مشهد)، روستایی از توابع بخش مرکزی شهرستان مشهد در استان خراسان رضوی ایران است.

## جمعیت
این روستا در دهستان میان ولایت قرار دارد و براساس سرشماری مرکز آمار ایران در سال ۱۳۸۵، جمعیت آن ۷۲۸ نفر (۱۷۶خانوار) بوده‌است.